# جورج ديفيس (مخرج فني)
جورج ديفيس (بالإنجليزية: George Davis)‏ هو مخرج فني أمريكي، ولد في 17 أبريل 1914 في كوكومو في الولايات المتحدة، وتوفي في 3 أكتوبر 1998 في لوس أنجلوس في الولايات المتحدة.

## وصلات خارجية
- جورج ديفيس على موقع IMDb (الإنجليزية)
- جورج ديفيس على موقع روتن توميتوز (الإنجليزية)
- جورج ديفيس على موقع أول موفي (الإنجليزية)
- جورج ديفيس على موقع قاعدة بيانات الفيلم (الإنجليزية)